# Yongbyon

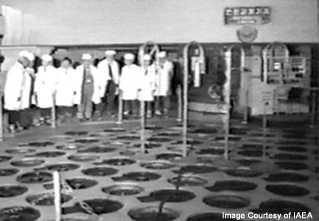
Photo de l'intérieur de la centrale de Yongbyon.

La Corée du Nord dispose de plusieurs installations nucléaires avec la capacité potentielle de produire des armes nucléaires. La majorité d'entre elles sont situées dans le laboratoire de recherches nucléaires de Yongbyon, à 100 km au nord de Pyongyang dans le Pyongan du Nord. Le Centre de recherche scientifique nucléaire de Yongbyon emploie actuellement 2 000 travailleurs.

## Histoire
Dans les années 1980 débute la construction d'un réacteur Magnox de 200 Me pour la centrale nucléaire de Taechon. Le réacteur diverge en 1985, puis il est arrêté en 1994 dans le cadre d'un accord avec les États-Unis pour développer deux réacteurs à eau pressurisée en Corée du Nord.
Le réacteur de 5 mégawatts de Yongbyon a produit le plutonium utilisé dans le premier essai nucléaire coréen réalisé en 2006.
Le directeur général de l'AIEA a déclaré, le 18 juillet 2007, que les inspecteurs de l'Agence avaient constaté la fermeture de la totalité des cinq installations du site de Yongbyon, en application de l'accord signé à Pékin le 13 février 2007 (voir l'article armes nucléaires en Corée du Nord).
Depuis 2007, les ingénieurs nord-coréens ont restauré le système de refroidissement du réacteur de Yongbyon, ils ont décidé de ne pas reconstruire la tour de refroidissement détruite en vertu de l’accord de Pekin, mais d’équiper le réacteur d’un circuit de refroidissement secondaire. 
Le 19 septembre 2008, la Corée du Nord a annoncé avoir relancé le réacteur nucléaire de Yongbyon, reconfirmé le 2 avril 2013 afin de renforcer son arsenal nucléaire en « qualité et en quantité ». Mi-septembre, une « fumée blanche mystérieuse » est photographiée s'échappant du site atomique. Si le redémarrage du site paraît crédible, le fait qu'il s'agisse d'un leurre afin de mettre la pression sur l'administration Obama est également évoqué.
Ce réacteur pourrait produire 1.5 à 2 kilos de plutonium par an.